# 澳門電訊

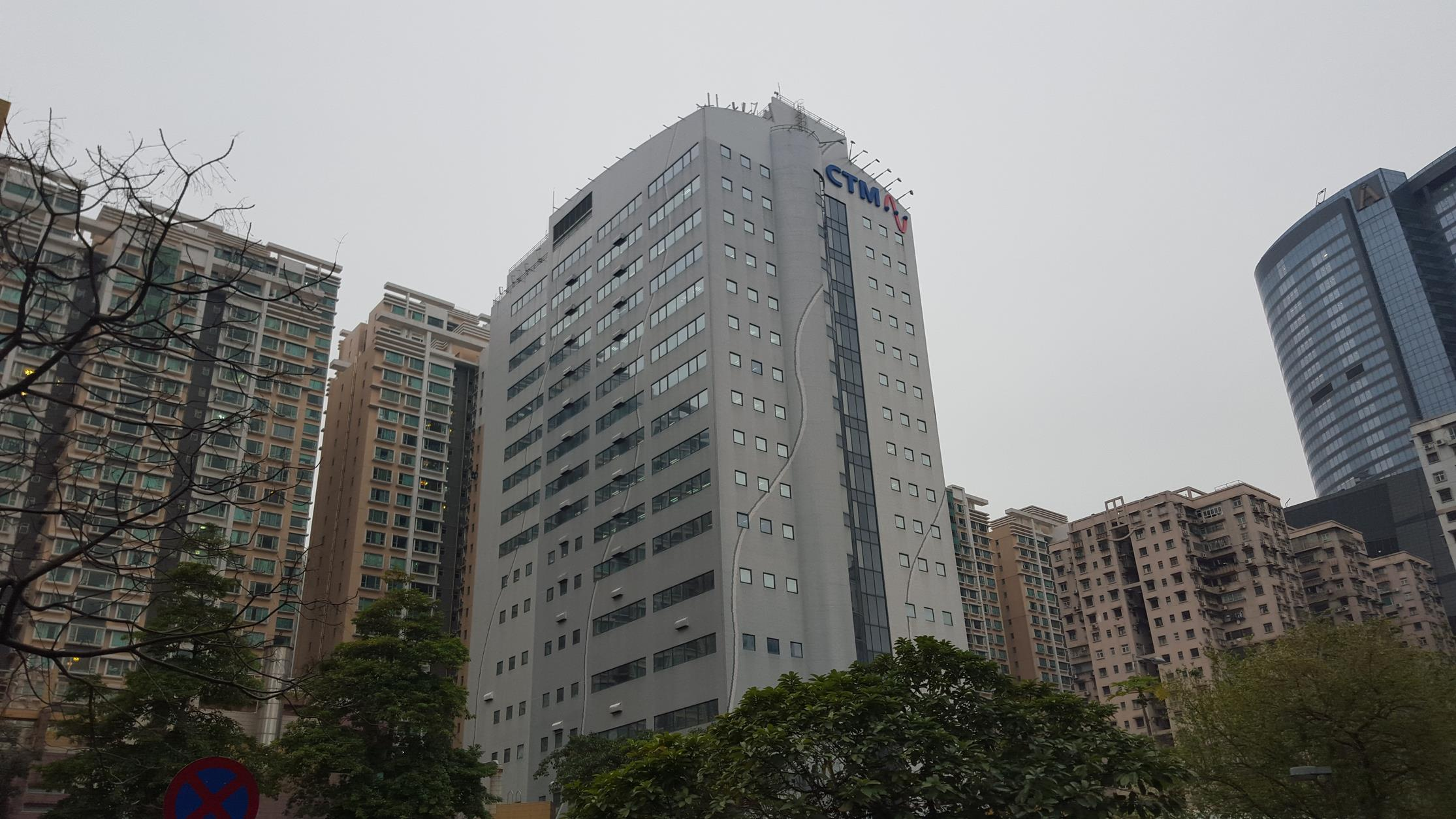
電訊綜合大樓

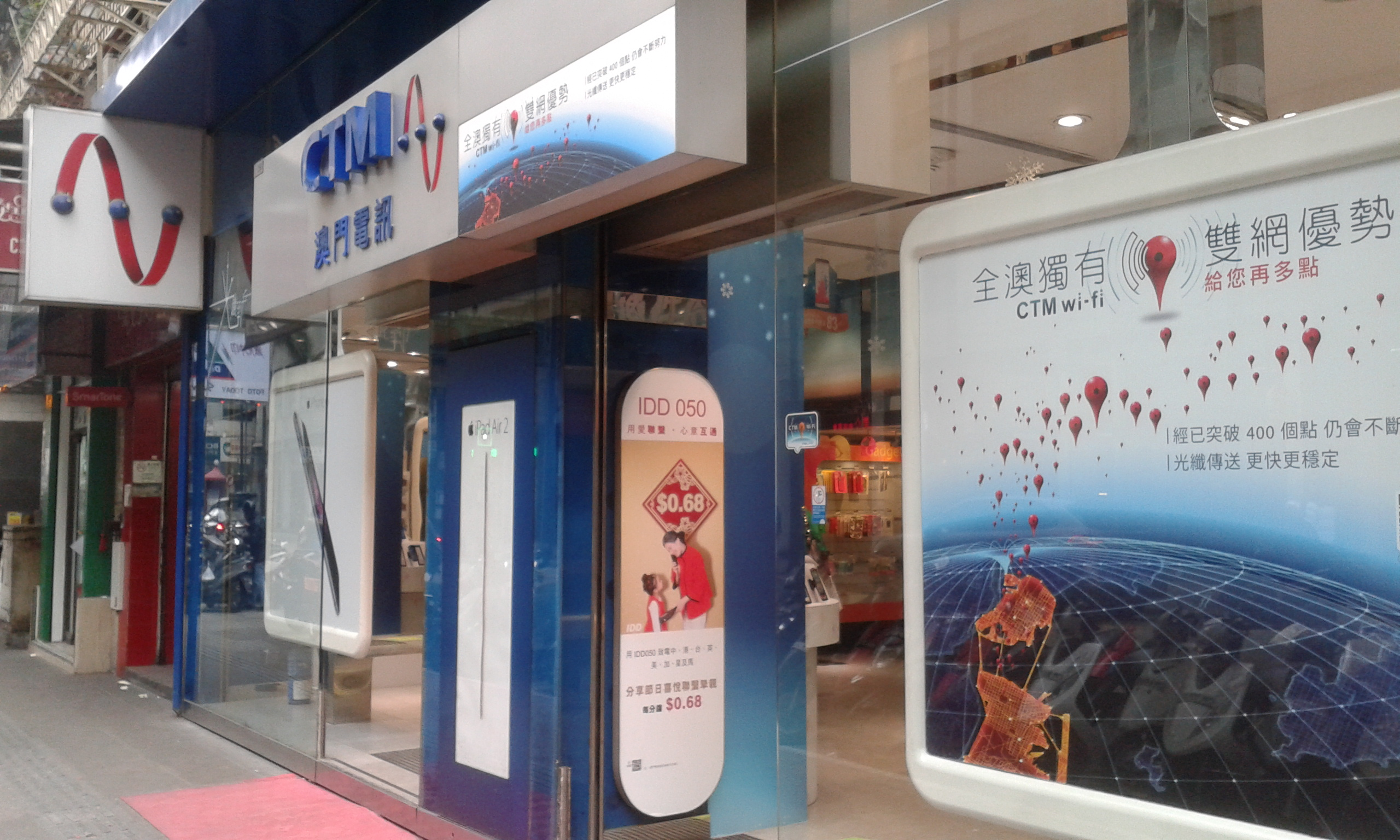
澳門電訊台山門市

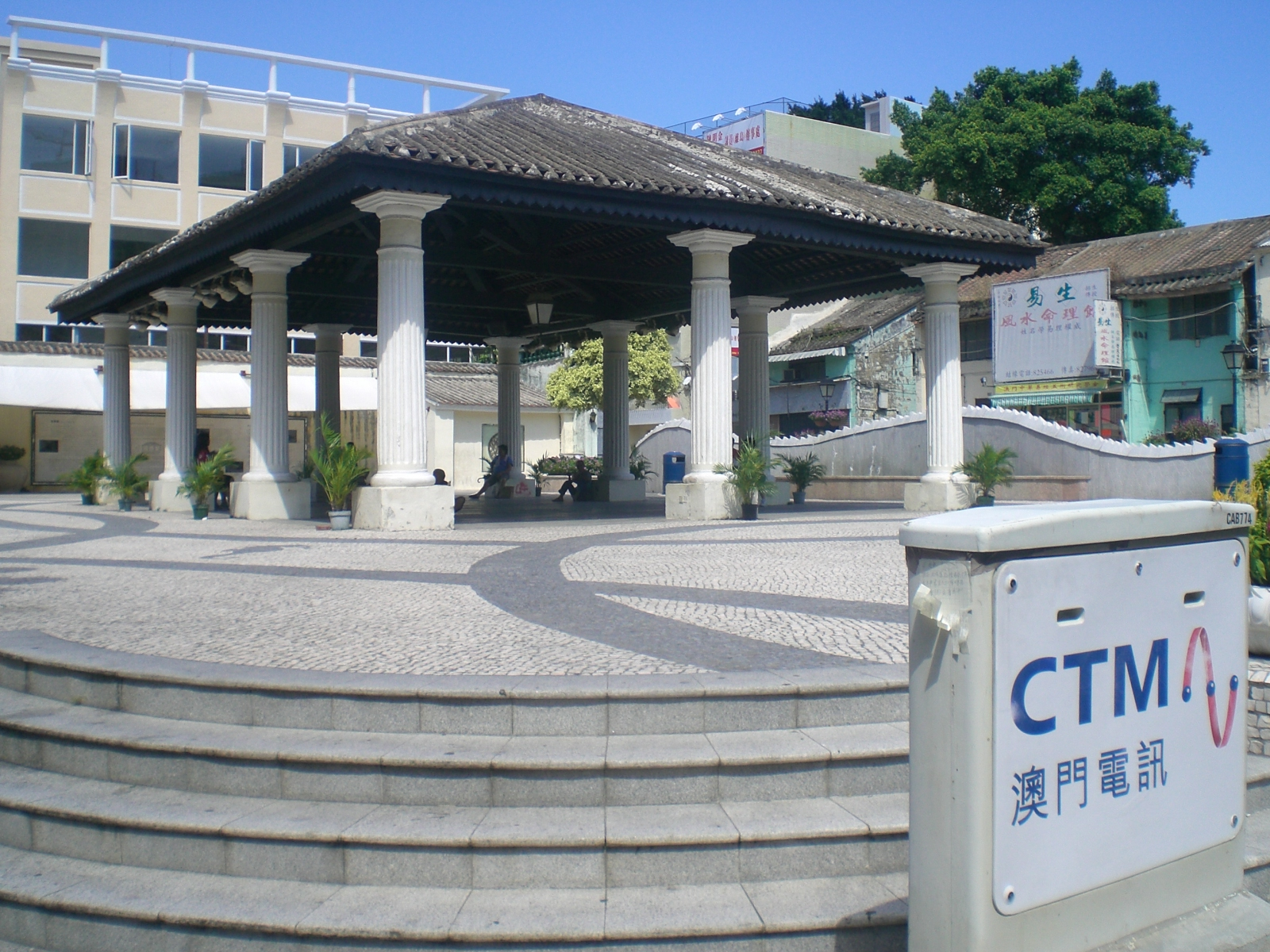
澳門電訊設置在街頭的電箱

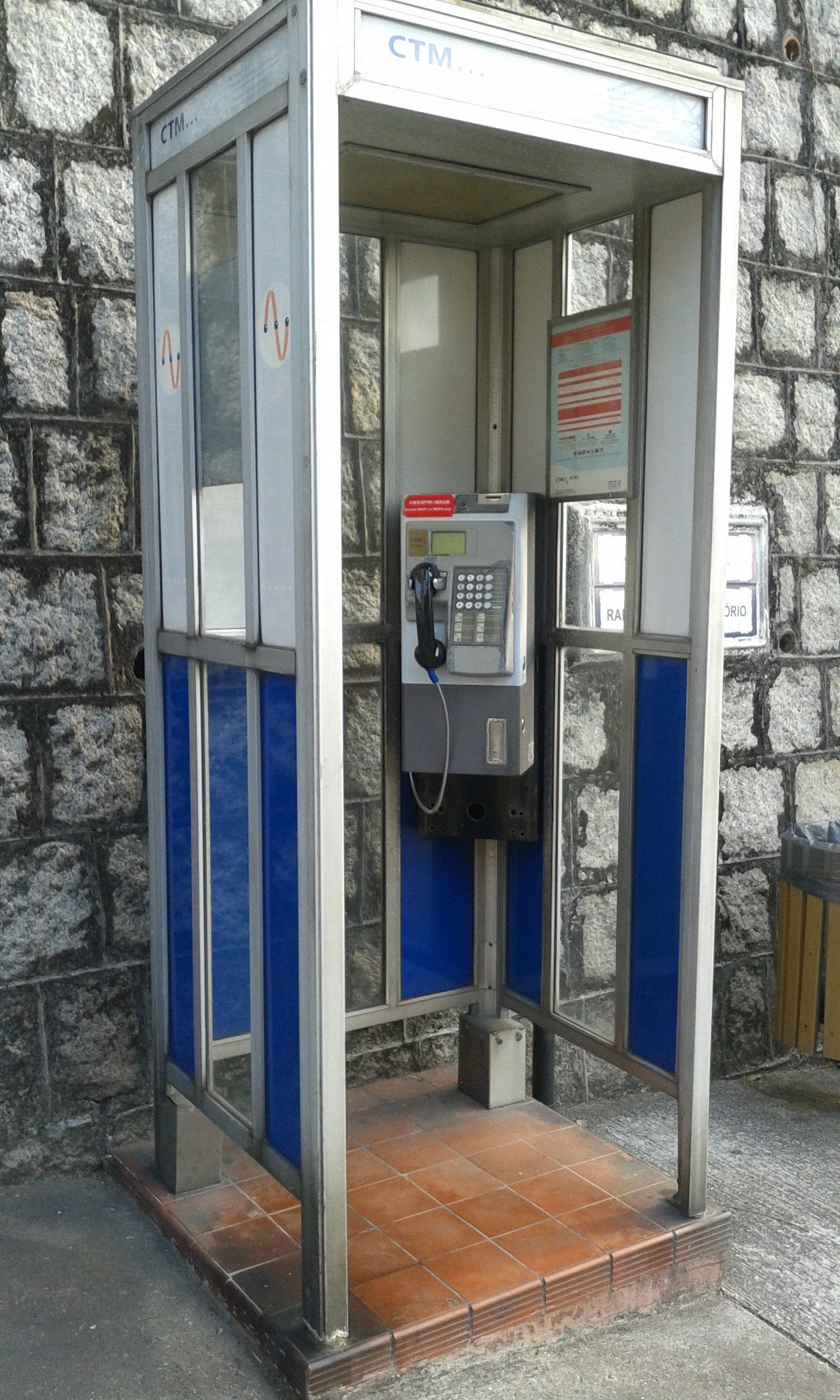
澳門街頭的電話亭

澳門電訊（全稱：澳門電訊股份有限公司，簡稱CTM），是澳門第一間提供電話通訊服務的企業，於1981年10月成立。當時股東包括英國大東電報局、葡萄牙Marconi公司（期後被葡萄牙電訊集團收購）、中信泰富（中信國際電訊於2010年受讓股份）、及澳門郵政。中信國際電訊於2013年6月獲得澳門特別行政區政府的批准，向英國大東電報局和葡萄牙電訊全數收購澳門電訊股份，正式成為澳門電訊的控股股東(99%)。現時，另一股東為澳門郵政儲金局(1%)。

## 簡史
澳門的電話通訊原屬澳門郵電司轄下管理。直至1981年9月29日，澳葡政府與大東電報局簽定20年的專營合約。澳門電訊於1981年10月成立後，便擔負改善澳門電訊服務的使命。澳門主權移交後屆滿的專營合約，得到澳門政府的批准續期10年，惟電訊市場如流動通訊服務已全面開放。

## 組成
起初，澳門電訊有限公司是由不同集團合資經營，分別為：
- 英國大東電報局（股份佔51%）
- 葡萄牙電訊集團（股份佔28%）
- 中信泰富（股份佔20%）
- 澳門政府（股份佔1%）

2010年2月12日中信國際電訊斥資14億向中信泰富購入其手持澳門電訊20%股權。2013年1月13日中信國際電訊再與英國大東電報局（股份佔51%）和葡萄牙電訊集團（股份佔28%）簽署協議，將斥資約90億元收購澳門電訊79%的權益（大東電報局部分作價7.497億美元，葡萄牙電訊集團作價4.116億美元，按無債項和無額外現金計算）。交易完成後，中信電訊持股量由原來的20%增至99%，餘下的1%由澳門郵政持有。同時與葡萄牙電信簽訂為期3年的合作協議。
交易完成後股份佔比如下：
- 中信電訊持股量（股份佔99%）
- 澳門政府經澳門郵政（股份佔1%）。

現時公司行政總裁由潘福禧先生擔任。

## 重大事故

### 2012年2月澳門電訊網路故障事件
2012年2月6日下午，澳門電訊由於因其機站的IP核心網路發生故障，影響使用其網路客戶的通訊服務及澳門互聯網服務達6小時。事件暴露了澳門電訊欠缺危機意識以及向當局的通報機制問題。時任澳門電信管理局局長陶永強形容為「澳門行動電話發展史以來較為嚴重的事件」；澳門電訊就此需向電信管理局繳交80萬澳門元罰款。

### 2012年5月澳門電訊網路故障事件
2012年5月14日當地時間晚上，由於澳門電訊「無線網路控制器」故障，影響使用其網路客戶的通訊服務超過兩小時。此事發生約98日之前，澳門電訊於同年2月6日曾發生IP核心網路故障影響使用其網路客戶的通訊服務及本地互聯網服務。同年的此兩起事件使澳門電訊備受議論。

### 2017年4月18日澳門電訊網路故障事件
2017年4月18日當地時間晚上7時35分，澳門電訊的網管中心檢測到有兩組互聯網機組出現異常狀況，導致部分客戶互聯網服務受影響，澳門電訊隨即啟動後備路由分流互聯網服務，有關服務於7點55分陸續恢復正常，但仍有個別互聯網用戶受到影響。經調查發現，兩個機組在正常情況的高峰負載量約為25%，但突然出現負載流量接近100%超高負載的異常情況，系統供應商初步排除硬件及軟件出現故障。經搶修後於同日晚上11時40分全面恢愎正常。

## 外部連結
- 官方网站
- CTM Corporate News 澳門電訊企業動向的Facebook專頁
- CTMBuddy的Facebook專頁
- CTMBuddy的Instagram帳戶